# Støv (Det Gyldne Kompas)
Støv er et fiktivt stof i Philip Pullman trilogi Det gyldne kompas. Stoffet er et mørkt stof, en elementarpartikel der har stor betydning i trilogien. Støv er usynligt for det menneskelige øje og kan ikke ses uden brug af specielle instrumenter såsom en ravkikkert eller en særlig film. Mens mennesker ikke kan se stoffet uden brug af eksterne redskaber, er skabninger som mulefaer, i stand til at se stoffet med deres egne øjne.
I modsætning til almindelige partikler, er Støv ved bevidsthed. Det falder ned fra himlen og bliver tiltrukket af mennesker (især voksne) og genstande lavet af mennesker. Dette har stor interesse for kirken, som mener detk kan være den fysiske manifestation af arvesynd. Man finder senere ud af at Støv faktisk giver bevidsthed, viden og visdom og at Støv bliver dannet når denne bliver bevidst. Dette giver væsner, der kan se Støv, muligheden for at identificere sig med andre følende og intelligente væsner. Et eksempel herpå, kan være at mulefaerne kan skelne Mary Malone som et intelligent væsen, på grund af Støvet omkring hende, fra andre væsner i deres verden. 
Støv er også den ting som gør al "magi" mulig i disse verdner. Disse væsner som forstår Støv ved at se på det, kan også se tingenes sandhed og er i stand til at ændre tingene ved at gå ned i en bestemt sindstilstand. Et eksempel på dette, kan være panserbjørne, der er i stand til at se sandheden i alle ting og derfor ikke kan bliver lokket, medmindre de bliver mere menneskelige. Der er også hekse der kan forstå Støv på dette niveau, som gør at de kan flyve, kaste besværgelser, gøre dem selv ubemærkede og mange andre ting. 
Støv er også tingen, der gør mennesket til dens daimon. Daimonen er en del af menneskets sjæl der er bosat udenfor kroppen, der kan tale og tage form af et dyr. Den sender Støvet til mennesket og gør det mulig for den menneskelige bevidsthed. I andre verdner er daimonen blot en stemme bag i hovedet, ens intuition. Hvis båndet mellem et barn og dets daimon brydes (som gennem intercision) dør oftest både barnet og daimonen, men ikke altid og sjældent straks efter indgrebet. Hvis adskillelsen først sker, efter Støvet har lagt sig på personen (som oftest er efter puberteten), vil personen blot blive en livløs skal. 
Det er Støv der giver svarene stillet til et alethiometer, I Ching-systemets spådom og den computer som Mary Malone skaber for direkte at kommunikere med disse partikler gennem ens bevidsthed. 
Støv har forskellige navne, afhængigt hvilken verden man befinder sig i i trilogien. Støv var tidligere (i Lyra Belacquas verden) kendt som "Rusakov-partikler", efter de blev opdaget af Boris Mikhailovitch Rusakov. Det er også kendt som "Skygger" i vores verden (Pullman henviser Støv til mørkt stof) og mulefarernes ord for Støv "sraf" efterfulgt af et venstre-svinget svirp med snablen (eller arm for mennesker). 
Engle bliver skabt når Støv forbindes. Selv Autoriteten er skabt på samme måde. Men engle er i virkeligheden ikke de menneske-lignende figurer, de syntes at være. De er den fysiske manifestation af en ånd der gør noget til noget. Dr. Malone finder ud af at engle faktisk er Støv og bevidsthed. Fordi bevidsthed er den ting, der gør os til "syndere" og kan (i teorien) ses som arvesynd. Dette er Magisteriums synspunkt og derfor forsøger de at ødelægge det. Men de kan ikke se hvad de fulde konsekvenser af dette vil være, da de er uvidende om Støvs reelle karakter. Ødelæggelsen vil markere bevidsthedens afslutning og helt sikkert føre til en hurtig tilintetgørelse af alle verdner med bevidst liv. 

## Inspiration
Der er en historie i Genesis, hvor Gud skaber Adam og Eva af støv og i seriens første bog, Det gyldne kompas, hvor Lord Asriel viser Lyra bibelen, hvor der står: "I  svedet af dit ansigt skal du spise brød, indtil du tilbagevender til evig jorden, for ud af det du spilder, tager du: for støv du stammer fra, og til evig støv skal du vende tilbage". Asriel siger også at nogle kirkesamfund hævder at det ikke skulle være, "... og til evig støv skal du vende tilbage", men "... og du skal være genstand for støv". 
I kapitel 12 vers 1, i brevet til Hebr siger, "Lad os kaste af alt, hvad der hindrer os, og det synd at klæber (opholder os) så tæt". Det kan også være interessant at bemærke, at i Paradiso af Dante Alighieri, pp.11-12 er Støv anvendt i henvisningen til den menneskelige krop: "Og selv som sjælen i dit støv ...". Beatrice fortæller Dante, ligesom sjælen distribuerer sin magt i hele den fysiske krop, hvor det er differentieret efter den del, der modtager det, så også er Guds magt fordelt i Himmeriget og udifferentierede Guds magt bliver differentieret, når det kombineres med de kvaliteter associeret med Sfærernes, (teologer for Sun, Contemplatives for Saturn, osv.) at oprette en "blandet kraft".
I buddhismen er udtrykket "støv" er næsten universelt brugt til at henvise til den fornemmelse, viden og indvikling i verden, der hæmmer oplysning.   